# ATS-2
ATS-2 là một Ứng dụng vệ tinh công nghệ, có chức năng như một vệ tinh liên lạc được NASA phóng lên vào ngày 6 tháng 4 năm 1967 trên một tên lửa Atlas-Agena D từ Cape Canaveral.

## Mục tiêu
ATS-2 có các mục tiêu như: thử nghiệm các khái niệm mới trong thiết kế tàu vũ trụ, về động cơ đẩy và sự ổn định của nó; chụp ảnh chất lượng cao của mây che phủ; về thu thập dữ liệu đo trong môi trường hàng không vũ trụ; và thử nghiệm các hệ thống truyền thông được cải thiện bởi nó.

## Tính năng, đặc điểm
Vệ tinh này có hình dạng hình trụ với 142 xentimét (56 in) đường kính và chiều cao 183 xentimét (72 in). Sau khi bao gồm cả vỏ động cơ, vệ tinh có chiều cao khoảng 360 xentimét (140 in). Bề mặt của vệ tinh được bao phủ bởi các tấm pin mặt trời và nó sử dụng hệ thống ổn định độ dốc trọng lực để kiểm soát trong quá trình được phóng lên.

## Thí nghiệm
12 thí nghiệm sau đây đã được tiến hành:
- Thiên văn vô tuyến
- Điện trường từ
- Máy quang phổ từ trường lệch
- Kính thiên văn quan sát các dạng hạt
- Máy dò proton và electron đa hướng
- Máy thu tần số rất thấp (VLF)
- Albedo của trái đất (DoD)
- Transponder truyền thông vi sóng (Hughes Co.)
- Ổn định Gravity-Gradient (General Electric Co)
- Hệ thống camera Vidicon tiên tiến (AVCS)
- Suy thoái lớp phủ nhiệt
- Suy thoái pin mặt trời (năng lượng)

## Sứ mệnh
Sự kiện phóng vệ tinh ATS-2 được thực hiện theo kế hoạch cho đến lần đốt Agena đầu tiên (được thực hiện bởi NASA). Khi quá trình ghi thứ hai được bắt đầu, động cơ Agena không thể khởi động lại và do đó không thể đặt vệ tinh vào đúng quỹ đạo. Điều tra sau đó cho thấy van cách ly oxy hóa đã không đóng được sau lần đốt đầu tiên. Van này được cho là có tác dụng ngăn không cho nhiên liệu thoát ra khỏi bể chứa và làm đầy tuabin trong giai đoạn dừng, nhưng vì nó vẫn mở, máy bơm đã phát triển khóa hơi và do đó không thể bơm chất oxy hóa vào. Một lượng nhỏ ISP được tạo ra bởi hộp đánh lửa máy đã tạo khí. Hệ số ổn định thấp của quỹ đạo khiến vệ tinh sụp đổ nhiều hơn hệ thống ổn định có thể bù lại, điều này làm phức tạp nhiệm vụ của nó. Vệ tinh vẫn tạo ra một số dữ liệu có thể sử dụng được từ các thí nghiệm, đáng chú ý nhất là các dữ liệu liên quan đến các tia và hạt vũ trụ được chụp lại. Nó đã trở lại bầu không khí vào ngày 2 tháng 9 năm 1969.